# Pico do Castelo
El Pico do Castelo es una montaña situado en la isla de Porto Santo (Archipiélago de Madeira, Portugal), con 437 metros de altitud. Se trata de la segunda montaña de la isla en altitud, por detrás del Pico do Facho. El acceso a la cumbre se efectúa a través de una carretera que va hasta casi a la cima del pico, donde existe un mirador con una vista panorámica y, también, un merendero.
Casi en la cumbre de la montaña se encuentra el busto de homenaje a Schiappa de Azevedo, que contribuyó ampliamente en su reforestación mediante pinos carrascos. Existen, aún, ruinas de una fortaleza del siglo XVI, símbolo de la defensa de las poblaciones de los continuos ataques piratas a la isla, de ahí el nombre de este pico.